# Carles Asensio Monrabà
Carles Asensio Monrabà (Sant Celoni, 1979) és un cineasta i artista català. És, juntament amb Luís Buñuel i Pere Portabella, un dels tres cineastes de l'estat espanyol l'obra dels quals forma part de la col·lecció permanent del MoMA.
Així mateix, l'Institut Cervantes va incloure el seu projecte Cinema Mundial 1957-2007 en el seu cicle itinerant D-Generaciones per Roma, Moscou, Casablanca i Xangai. Cinema Mundial 1957 - 2007 és un documental sobre la història de la sala de cinema de Sant Celoni, en el que van treballar diferents membres de la seva família com a taquillers i acomodadors, i que va tancar definitivament les seves portes l'any 2007.
El 2010, el Consell Nacional de Cultura i de les Arts (CoNCA) de la Generalitat de Catalunya li va concedir la Beca d'Investigació i Creació 2010 per al projecte de vídeo-instal·lació Restauració del Temps Modern, sobre la figura de Chaplin, conjuntament amb Miguel Errazu.

## Filmografia

### Ficció[8]
- For Ever Lola (curtmetratge, 2008
- Revival (curtmetratge, 2008)
- Extrapeplum (curtmetratge, 2009)
- Rita H. Exploit! (curtmetratge, 2012)
- El azul del cielo (llargmetratge, 2017)

### Documental
- DDLMYLP, (llargmetratge, 2011)[9]